# Volume télésystolique
Le volume télésystolique est le volume de sang qui reste dans un ventricule cardiaque à la fin de la systole ventriculaire.